# 槻岡寺
槻岡寺（きこうじ）は、新潟県南魚沼市にある1596年（慶長元年）開創の曹洞宗の寺院である。山号は水龍山。

## 概要
雲洞庵の別院として開創され、上田観音札所第五番札所になっている。金城山登山の槻岡寺観音山コース（約4時間）の起点で、里山にはこぶし遊歩道も整備されている。

## 歴史
創建された時期は慶長元年（1596年）とされ、開基は「月岡外記」（つきおかげき）という当地の長者。創建前にも屋敷の一角に庵を設け、百年来住職が住んでいた。御開山は本寺である雲洞庵の19世である「一永長尊大和尚」。示寂は万治3年（1660年）。
江戸末期と明治初期にかけて10年足らずの間に2度の火災を出し、それ以後山号を「水龍山」に変えたが、火災のため江戸時代の書き物は等はほとんど残っていない。23世「祖麟禅英大和尚」は、明治24年（1891年）に長岡に生まれ、大正5年（1916年）10月に晋山。実家は家具関係の仕事をしていた。24世「重興祖亮英大和尚」は、大正9年（1920年）7月16日生まれ、雲洞庵で修行して先代が身体が丈夫でなかったため昭和26年（1951年）晋山、平成22年（2010年）に退董。

25世「大喝英信大和尚」は、昭和24年（1949年）10月生まれ。曹洞宗の駒澤大学には入学せず、早稲田大学教育学部に入学した。平成13年（2001年）に神奈川県小田原市の先にある大雄山最乗寺で修業し、平成22年に住職の任命を受けた。平成28年（2016年）遷化。

26世「自樂勉悠」は昭和58年（1983年）11月生まれ。静岡市出身、静岡大学卒、大本山永平寺、秋葉総本殿可睡斎にて修行。平成30年（2018年）6月9日に慶弔会法要（先代本葬:晋山結制式・法戦式）26世住職の任命を受けた。平成30年より水龍さんの縁日を開催。永代供養塔を建立。令和2年 (2020年) 5月、お寺を会場としたお葬式を開始。8月19日、座禅会を開始。亀倉里恵と入籍。令和5年〈2023年〉12月23日、長男「永平」生誕。

### 南魚沼市指定文化財
- 木造千手観音像（指定年月日:1981年（昭和56年）11月24日）[1]

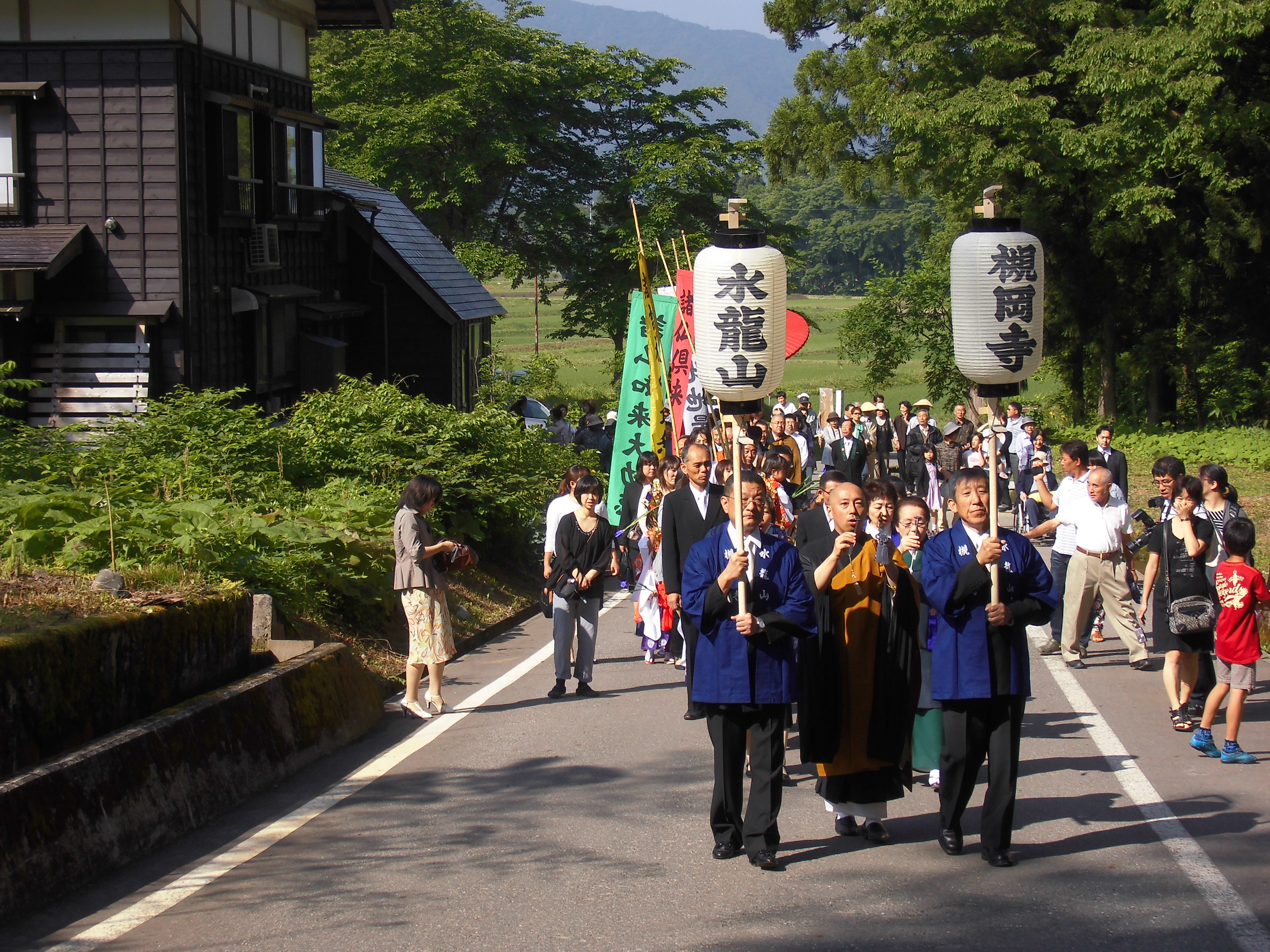
槻岡寺稚児行列

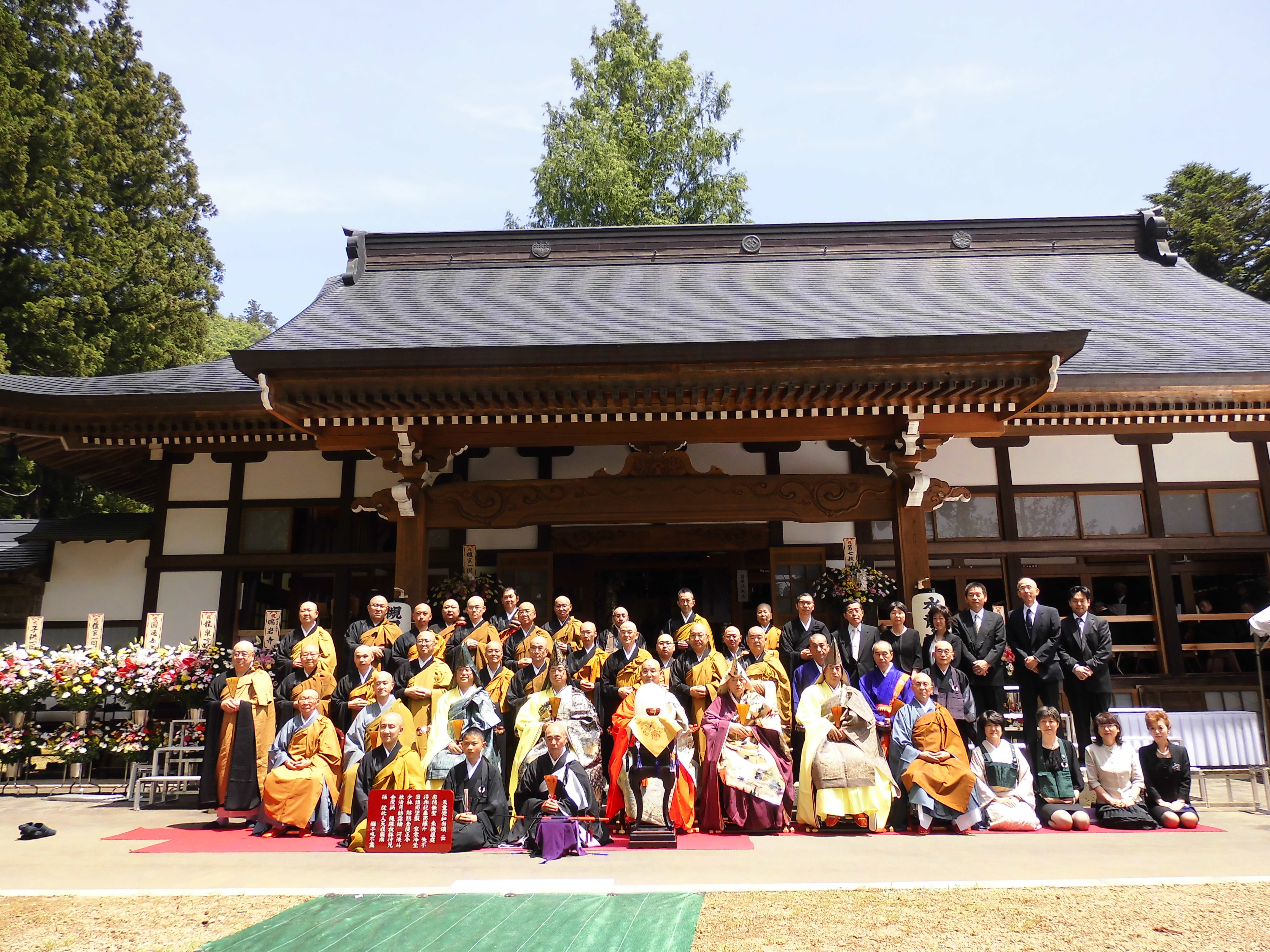
槻岡寺晋山式

## 年間行事
| 月日           | 行事内容 |
| -------------- | --- |
| 1月1日-2日     | 年賀 |
| 1月3日         | 年始回り:掛ノ下・広道・中之島・金清坊・姥島地区は繁忙期のため例年欠礼                                              |
| ↓              | 年始回り:原芝野・横新田・上神字・下神字・滝谷・沢口・下姥沢・上姥沢・台上・蟹沢・清水                              |
| 1月31日        | 年始回り:八竜神田・原・柄沢・小木六・天野沢・塩沢・小栗山・六日町・大月・三郎丸・早川・長表・雲洞・枝吉            |
| 3月13日        | 涅槃会（11:00団子まき-コロナウイルスが流行するようでしたら団子は撒かずに袋に入れて持っていってもらうようにします） |
| 3月17日-23日   | 彼岸〈中日は21日〉                                                                                                 |
| 5月8日         | 花まつり（灌仏会:本堂の前に甘茶を用意しています）                                                                  |
| 6月12日        | 水龍さんの縁日（予定）                                                                                             |
| 8月1日         | 盆参 |
| 8月13日 - 16日 | お盆 |
| 9月19日 - 25日 | 秋彼岸（中日は21日）                                                                                               |
| 9月29日        | 両祖忌（道元禅師さま・瑩山禅師さまの命日）                                                                         |
| 10月5日        | 達磨忌（達磨大師さまの命日）                                                                                       |
| 12月8日        | 釈尊成道会（お釈迦さまが悟りを開いた日）                                                                           |

## 周辺
- 雲洞庵・龍泉院・宝林寺・永昌庵・大福寺
- 金城山・巻機山・魚沼連峰県立自然公園・古峰山・湯舟山・姥見ノ頭・愛宕山 (南魚沼市)
- 威守松山・天狗岩・登川・二子沢川・西谷後川・姥沢川・一之沢川・小松沢川・高棚川・北ノ入川・清水峠・国道291号
- 高平ノ頭・ロクロノ頭・無黒山・姥見ノ頭
- 高千代酒造

## 交通アクセス
- 鉄道

上越新幹線越後湯沢駅より、上越線・北越急行ほくほく線六日町駅下車、南越後観光バス沢口行で約20分。バス停留所（金清坊）より徒歩約20分。
- 自動車

関越自動車道塩沢石打インターチェンジから新潟県道28号塩沢大和線で約20分。
- 市民バス:上田・泉田コースで、六日町駅角より約25分[3]。